# Traumsequenz
Eine Traumsequenz stellt eine Abfolge von Träumen über mehrere Nächte mit deren Bearbeitung im Wachzustand dar.
Konflikte, die den Träumer auch tagsüber über Tage und Monate beschäftigen, führen zu "Traumserien", in denen unterschiedliche Aspekte des Problems bearbeitet werden. Der zugrundeliegende Konflikt wird als Fokalkonflikt bezeichnet, um den sich Träume gruppieren, die auf ähnliche Situationen in der Vergangenheit des Träumers aufmerksam machen und zu einer Problemlösung beitragen sollen.
Ohne Durcharbeitung im Wachen würde der nächtlichen Traumarbeit ein zu viel an Problemlösungskompetenz unterstellt.